# Exoprosopa vumbuensis
Exoprosopa vumbuensis är en tvåvingeart som beskrevs av Hesse 1956. Exoprosopa vumbuensis ingår i släktet Exoprosopa och familjen svävflugor.
Artens utbredningsområde är Zimbabwe. Inga underarter finns listade i Catalogue of Life.